# Clidemia urticoides
Clidemia urticoides är en tvåhjärtbladig växtart som beskrevs av Pilg.. Clidemia urticoides ingår i släktet Clidemia och familjen Melastomataceae. Inga underarter finns listade i Catalogue of Life.